# Stanisław Mrozowski
Stanisław Wojciech Mrozowski (9 de fevereiro de 1902 — 21 de fevereiro de 1999) foi um físico estadunidense nascido na Polônia.
Foi professor de física da Universidade de Buffalo, de 1949 a 1972, trabalhando depois na Universidade Estadual Ball. Trabalhou por um curto período no Projeto Manhattan na Universidade de Princeton.
Recebeu a Medalha Kosciuszko de 1991 e a cruz de oficial da Ordem da Polônia Restituta em 1993.